# جمعية البيئة السعودية
جمعية البيئة السعودية مؤسسة وطنية لاربحية، تأسست عام 1427 هـ بقرار من وزارة الشؤون الاجتماعية (وزارة العمل والتنمية الاجتماعية حاليا) وفق نظام عام للبيئة، بهدف الاهتمام بالشأن البيئي وتحقيق التنمية المستدامة، وتحفيز المجتمع للمشارمة في حماية البيئة. اختير الأمير تركي بن ناصر بن عبد العزيز رئيساً شرفياً للجمعية في فبراير 2015، والأمير بندر بن سعود بن محمد رئيساً فخرياً لها.
تأتي إستراتيجية الجمعية انطلاقًا من النظام الأساسي للحكم في السعودية والذي ينص على أن تحافظ الدولة على البيئة وتجدد السبل لحمايتها وتطويرها ومنعها من التلوث. ومنح قرار الوزارة الجمعية صلاحيات تساعدها معالجة المشاكل البيئية التي يواجهها سكان المناطق والمحافظات، من خلال تنمية البيئة السعودية، وإنشاء برامج تنموية مستدامة. وتهدف الجمعية إلى جذب المتطوعين للمساهمة قضايا البيئة والمحافظة على الموارد الطبيعية والحياة الفطرية.

## مجلس الإدارة
| الاسم                  | المنصب      |
| ---------------------- | ----------- |
| محمد أحمد زينل         | رئيسا       |
| ماجدة محمد أبو راس     | نائب الرئيس |
| صالح محمد بن لادن      | عضو         |
| هاني محمد أبو راس      | عضو         |
| عبد الله ناصر السديري  | عضو         |
| عبد الرحمن راشد الراشد | عضو         |
| علي سالم آل سالم       | عضو         |
| صالح التركي            | عضو         |
| عبد الخالق سعيد        | عضو         |

## وصلات خارجية
- جمعية البيئة السعودية